# Pleurostachys martiana
Pleurostachys martiana là loài thực vật có hoa trong họ Cói. Loài này được (Nees) Steud. miêu tả khoa học đầu tiên năm 1855.